# MacQuarrie Edge
MacQuarrie Edge ist ein rund 760 m hoher Gebirgskamm bzw. Felshang im ostantarktischen Coatsland. Im westlichen Abschnitt der Shackleton Range ragt er im nördlichen Teil der Otter Highlands auf.
Das UK Antarctic Place-Names Committee benannte ihn 1972 nach Alastair Stuart MacQuarrie (1935–1970), Zugmaschinenmechaniker des British Antarctic Survey auf der Halley-Station von 1968 bis 1969, der in der Shackleton Range tätig war.